# Vasile Popescu
Pour les articles homonymes, voir Popescu.
Vasile Popescu, né le 10 mai 1925, à Bucarest, en Roumanie et mort en 2003, est un ancien joueur et entraîneur de basket-ball roumain.